# Олімпійський комітет Ізраїлю
Олімпійський комітет Ізраїлю (івр. הוועד האולימפי בישראל) — організація, що представляє Ізраїль в міжнародному олімпійському русі. Заснований у 1933 році; зареєстрований в МОК у 1952 році.
Штаб-квартира розташована в Тель-Авіві. Є членом МОК, ОКЄ та інших міжнародних спортивних організацій. Здійснює діяльність з розвитку спорту в Ізраїлі.

## Історія
Олімпійський комітет заснований в Палестині як «Олімпійський комітет Ерец-Ісраель» і зареєстрований в МОК в 1934 році, а в 1952 році — як Олімпійський комітет Ізраїлю.
У наступні роки команди «Ерец Ісраель» взяли участь в азійських іграх в Нью-Делі і в жіночих іграх в Лондоні. У 1936 році команда «Ерец Ісраель» була запрошена до участі в Берліні, але відмовилася через події в нацистській Німеччині.
У 1972 році, під час проведення Мюнхенської олімпіади, в результаті теракту, здійсненого радикального палестинською організацією «Чорний вересень», було вбито 11 членів команди Ізраїлю.

## Голови
- 1951—1956: Нахум Гет